# Кандат (приток Чети)
Кандат — река в Красноярском крае России. Устье реки находится в 244 км от устья по правому берегу реки Четь.
Длина реки — 167 км, площадь бассейна — 1920 км². Протекает на юге Чулымской равнины, бассейн реки почти полностью покрыт тайгой.

## Притоки
(км от устья)
- Андронов Лог (лв)
- Самсонкина (лв)
- Боровая (пр)
- Меркульева (пр)
- 39 км: Остяцкая (лв)
- 43 км: Гнилой (лв)
- 48 км: Бадебкина (лв)
- Савельевка (пр)
- 54 км: Савельевка (лв)
- Погадаев (пр)
- 62 км: Осиновая (лв)
- Боровой (пр)
- Гнилой (лв)
- Гнилая Падь (пр)
- 92 км: Большая Речка (лв)
- Гаридов Ключ (пр)
- Каменка (пр)
- 105 км: Черемшанка (пр)
- 107 км: Гаревой (лв)
- 112 км: Безума 1-я (лв)
- Суразец (пр)
- Суразет (лв)
- Гришин (пр)
- Нагилёва (пр)
- 132 км: Ладога (пр)
- 138 км: Безума (лв)
- Веремеев (лв)
- Розовая (пр)
- Черёмушка (пр)

## Данные водного реестра
По данным государственного водного реестра России относится к Верхнеобскому бассейновому округу, водохозяйственный участок реки — Чулым от г. Ачинск до водомерного поста села Зырянское, речной подбассейн реки — Чулым. Речной бассейн реки — (Верхняя) Обь до впадения Иртыша.
Код водного объекта — 13010400212115200019740.